# Saurauia javanica
Saurauia javanica är en tvåhjärtbladig växtart som först beskrevs av Christian Gottfried Daniel Nees von Esenbeck, och fick sitt nu gällande namn av R.D. Hoogland. Saurauia javanica ingår i släktet Saurauia och familjen Actinidiaceae. Inga underarter finns listade i Catalogue of Life.